# Isadora Cruz
Isadora Cruz Rocha (João Pessoa, 4 de fevereiro de 1998) é uma atriz brasileira. Ganhou notoriedade nacional por interpretar a personagem Candoca, protagonista da telenovela Mar do Sertão.

## Biografia e carreira
É filha de Victor Hugo Rocha e Rachel Feitosa Cruz, e irmã de Tercilio Cruz Neto e Sophia Cruz. Na infância, Isadora morou em Miami, nos Estados Unidos. Cruz teve contato com a arte em aulas de balé e, ao retornar para João Pessoa, sua terra natal, em 2002, fez dança contemporânea e jazz. Aos 16 anos de idade foi morar em Paris, França, onde foi estudar cinema e deu início a sua carreira de atriz. Em 2016, estreou na telenovela Haja Coração, interpretando a doce e meiga Cris, meia-irmã de Felipe (Marcos Pitombo). Em 2022, foi escalada para viver Candoca, protagonista da telenovela Mar do Sertão, onde adquiriu reconhecimento nacional.
Em 2024, foi escalada para a trama das 19h Volta Por Cima como a piriguete Roxelle, amante de Chico (Amaury Lorenzo); a princípio uma mera rival de Madalena (Jéssica Ellen), Roxelle ganha destaque na trama após seu rompimento com Chico, muito por sua amizade com Gigi (Rodrigo Fagundes) e Neuza (Valdinéia Soriano) e seu conturbado relacionamento com o bicheiro Gerson (Enrique Díaz).  Paralelamente a Volta Por Cima, a atriz participou de uma nova abertura do Fantástico, como parte das comemorações dos 60 anos da Rede Globo. 
Em maio de 2025, aceitou o convite do diretor Carlos Araújo para viver Agrado Garcia, aspirante a cantora sertaneja e uma das protagonistas de Coração Acelerado, trama das 19h de Maria Helena Nascimento e Izabel de Oliveira.

## Vida pessoal
Em 17 de junho de 2025, tornou público seu relacionamento com o esquiador norueguês-brasileiro Lucas Braathen.

## Filmografia

### Televisão
| Ano       | Título            | Personagem                             | Notas |
| --------- | ----------------- | -------------------------------------- | ----- |
| 2016      | Haja Coração      | Cristina Miranda Maggione (Cris)       |       |
| 2022–2023 | Mar do Sertão     | Maria Cândida Madeira Aguiar (Candoca) |       |
| 2024–2025 | Volta por Cima    | Roxelle da Cruz Diegues                |       |
| 2025      | Guerreiros do Sol | Rosa Pellegrino                        |       |
| 2026      | Coração Acelerado | Agrado Garcia                          |       |

### Cinema
| Ano  | Título                                               | Personagem    | Notas          |
| ---- | ---------------------------------------------------- | ------------- | -------------- |
| 2018 | Thanks For Sharing                                   | Raquel        | Curta-Metragem |
| 2018 | Record                                               | Victoria Ruiz | Curta-Metragem |
| 2018 | Looking for Jude                                     | Margareth     | Curta-Metragem |
| 2020 | Men at Work: Miami (Original: Onze Jongens in Miami) | Vlogster      |                |
| 2021 | O Chapeleiro do Mal                                  | Chelsey       | Prime Video    |
| TBD  | Unto the Son                                         | Rose          |                |

## Prêmios e indicações
| Ano  | Prêmio                     | Categoria                  | Trabalho       | Resultado |
| ---- | -------------------------- | -------------------------- | -------------- | --------- |
| 2022 | Prêmio Contigo! Online     | Atriz de Novela            | Mar do Sertão  | Indicada  |
| 2023 | Acervo Awards              | Atriz do Ano               | Mar do Sertão  | Indicada  |
| 2023 | Prêmio ArteBlitz de Novela | Melhor Atriz Protagonista  | Mar do Sertão  | Indicado  |
| 2024 | Prêmio iBest               | Influenciador Paraíba      | Isadora Cruz   | Pendente  |
| 2024 | Prêmio F5                  | Melhor Atuação Coadjuvante | Volta por Cima | Indicado  |